# Давидовски манастир
Давидовският манастир „Свети Илия“ (на македонска литературна норма: Давидовски манастир „Свети Илија“) е манастир в гевгелийското село Давидово, югоизточната част на Северна Македония. Част е от Повардарската епархия на Македонската православна църква.
Църквата е изградена в 1937 година. В 1945 година е обновена и разширена и прераства в манастир. Манастирската църква е трикорабна сграда, чиято покривна конструкция е двускатна и във вътрешността завършва с равни дървени тавани. На покрива на църквата са вградени шестострани куполи, от които единият е в централния дял на покрива, а другия в югозападния ъгъл. Храмът има измазани фасади. На южната страна има отворен трем, а на югоизточната има камбанария с железна конструкция.